# Declare Independence
Declare Independence è una canzone scritta e prodotta dalla cantante islandese Björk. Il brano è il terzo singolo del suo sesto album, Volta. Il singolo venne pubblicato il 1º gennaio 2008. Durante un concerto a Shanghai, in Cina, Björk dedicò la canzone al Movimento di Indipendenza Tibetano, causando polemiche a livello internazionale.
La canzone è promossa dal videoclip diretto dal regista francese Michel Gondry, che collabora con la cantante islandese per la settima volta dal 1993, quando diresse il video di Human Behaviour, il primissimo singolo di Björk da solista.

## Descrizione
La canzone inizialmente era un pezzo strumentale composto da Mark Bell, musicista inglese che collabora frequentemente con l'autrice islandese, durante un suo spettacolo live nel novembre del 2006. Björk vi aggiunse successivamente il testo, dedicandolo alle Isole Fær Øer e alla Groenlandia.
Declare Independence inizialmente doveva essere pubblicata come secondo singolo dell'album Volta nell'agosto del 2007; tuttavia, a causa del successo dell'album, Björk rimase impegnata più a lungo nel promuovere il suo lavoro a livello internazionale, e la registrazione a Londra del videoclip con il regista francese Michel Gondry non poté essere effettuata.
Il termine per il concorso per il videoclip di Innocence, inizialmente fissato come terzo singolo, venne spostato al 10 giugno 2007, in modo da render possibile l'uscita del singolo nel luglio del 2007, data di pubblicazione inizialmente prevista per Declare Independence.
Declare Independence è paragonata a canzoni del gruppo Atari Teenage Riot.

## Videoclip
Il videoclip è stato diretto dal regista francese Michel Gondry, ed è la loro settima collaborazione. In una conferenza stampa del 2007, Gondry dichiarò che avrebbe girato un video con Björk per il prossimo singolo in uscita, sebbene non avesse specificato per quale canzone, ma limitandosi a dire che sarebbe stato per una canzone "punk". La conferma che il video in questione sarebbe stato "Declare Independence" venne riportata in un articolo comparso su Monster and Critics dell'8 maggio 2007.
La registrazione del video doveva aver luogo inizialmente nell'agosto del 2007 a Londra, ma alla fine venne realizzato nell'Ottobre del 2007 a New York.
Il videoclip ultimato fu pubblicato su AOL il 6 dicembre del 2007. Il making-of del video è disponibile dal 29 novembre 2007. L'anteprima del video andò in onda in esclusiva sul Channel 4 nel Regno Unito il 13 dicembre 2007. Il videoclip è disponibile anche nella DVD compilation "Michel Gondry 2: More Videos (Before and After DVD 1).
Il video si apre con Mark Bell sospeso su una parete, al di sopra di Björk, mentre suona un basso a forma di telaio. I fili di questo basso si portano attraverso il megafono di Björk verso gli elmetti di diversi soldati, e quindi attraverso un sistema di carrucole, ritornano al Mark Bell. Con il progredire della canzone, i fili si tingono di diversi colori man mano che passano attraverso il circuito. Quando inizia il beat i soldati iniziano a saltare sulla piattaforma facendo salire in alto una larga banda bianca attorno a loro. Questo striscione viene colorato da cinque persone. Il video termina con una sottile striscia di vernice verde che scorre sulla telecamera.
Nel video Björk è in piedi davanti ai soldati; sulla spalla destra ha la bandiera delle Isole Fær Øer, mentre sulla sinistra la bandiera della Groenlandia.

## Controversie
In due concerti a Tokyo, in Giappone, Björk mostrò il suo supporto per la dichiarazione di indipendenza del Kosovo. Questo fatto suscitò reazioni di disappunto da parte della stampa serba, a tal punto da portare la cancellazione delle imminenti performance della cantante islandese al Serbian EXIT Festival del 2008.
Il 3 marzo del 2008 gli organizzatori dell'EXIT Festival dichiararono alla stampa che il motivo per il quale era stata cancellata l'esibizione di Björk non era per la dedica della canzone al Kosovo di per sé, ma per l'incapacità degli organizzatori di garantire la sicurezza dei fan della cantante islandese. Il giorno seguente, il manager di Björk disse per mezzo della rivista NME: "Speriamo che Björk non parli del Kosovo durante altri concerti in Europa, o durante interviste, perché qualora lo facesse saremmo costretti a cancellare altre date del tour". Nell'articolo veniva inoltre riportato che gli organizzatori del festival serbo avrebbero concesso a Björk di parteciparvi qualora lei avesse rinnegato ciò che aveva detto.
Il 7 marzo del 2008, l'organizzatore dell'EXIT festival Bojan Boscovic disse, sempre tramite la rivista NME, che Björk aveva un "libero invito" per partecipare al festival, in quanto la posizione del responsabile della manifestazione nei confronti dell'accaduto era diversa rispetto a quella che aveva quando l'incidente era avvenuto.
Ammise inoltre di aver mandato personalmente una mail al manager di Björk, che non doveva essere però vista come una dichiarazione dell'EXIT Festival.
Al concerto del 2 marzo 2008 a Shanghai, in Cina, Björk urlò "Tibet, Tibet" tre volte seguito da "Raise you flag!" quattro volte durante la parte finale di "Declare Independence"; il pubblico non fischiò la cantante, ma per il resto del concerto ci fu un'atmosfera "poco piacevole" e i ragazzi lasciarono lo spettacolo rapidamente.
Queste parole di Björk inizialmente non vennero riportate dai media controllati dal partito, ma alcuni siti online come Tianya
risposero con diversi commenti negativi al gesto della cantante islandese. Un sito definì il gesto di Björk "poco rispettoso"..
L'accaduto successivamente venne riportato anche dalla stampa internazionale.
Un portavoce di Emma Entertainment invitò ad ignorare le dichiarazioni di Björk e si rifiutò di fare ulteriori commenti. Sanzoni vennero imposte da parte del partito cinese agli organizzatori del concerto; inoltre a Björk venne vietato di visitare la Cina in futuro.
Un portavoce del Free Tibet Movement disse che il gruppo era lieto per le parole di Björk, e di considerare "vergognosa" decisione di Gordon Brown e di David Miliband di non sollevare la questione durante la loro recente visita a Pechino. Björk aveva suonato al Tibetan Freedom Concert nel 1996 e nel 1997.
Il 4 marzo 2008 la cantante islandese rilasciò una dichiarazione ufficiale sul suo sito in merito ai due incidenti. In territorio cinese l'accesso al suo sito web è bloccato.
Non appena le parole di Björk vennero riportate dalla stampa internazionale, il Ministro della Cultura Cinese fu costretto a rilasciare un commento per mezzo dell'agenzia di stampa Xinhua. La sua dichiarazione diceva che Björk aveva "infranto la legge Cinese e ferito i sentimenti del popolo cinese", e che in futuro "verranno imposte rigide regole alle rockstar che suoneranno in Cina". Ha confermato inoltre che ulteriori performance in territorio cinese di Björk saranno proibite.
A parte le dichiarazioni sul suo sito web, Björk parlò dell'incidente per la prima volta in un'intervista pubblicata il 18 marzo 2008.
Il 17 luglio del 2008 il Ministro della Cultura Cinese rilasciò una dichiarazione confermando che "qualsiasi gruppo artistico o individuo impegnato in attività che minacciano la sovranità nazionale" non sono ammessi in Cina. La dichiarazione inoltre chiarisce che coloro i quali che "minacciano l'unità nazionale", "sollecitano all'odio etnie", "violano le norme culturali o religiose", o che "propugnano oscenità o feudalismo e superstizioni" durante eventi live non potranno più esibirsi in territorio cinese. Queste nuove e rigide regole sono conseguenza delle parole di Björk nel concerto di marzo.
La dedica della canzone "Declare Independence" alle Isole Fær Øer causò minori polemiche nel paese.
Al Big Day Out del 2008, festival musicale che si tiene a Sydney, Björk dedicò il brano al popolo aborigeno australiano.
La canzone viene riproposta (in particolar modo sui social network) per il referendum sull'indipendenza della Scozia, passando tuttavia quasi inosservata.

## Tracce
Il singolo, uscito digitalmente il 1º gennaio 2008, vede inoltre l'uscita materiale in forma di cofanetto, contenente i 2 CD e i 2 vinili della canzone e dei suoi Remix.

### Vinile 12 pollici 1
Side A. Declare Independence (Ghostigital 12" Mix)
Side B. Declare Independence (Mark Stent Mix)

### Vinile 12 pollici 2
Side C. Declare Independence (Matthew Herbert 12" Mix)
Side D. Declare Independence (Mark Stent Instrumental)

### CD
1. Declare Independence (Mark Stent Mix)
2. Declare Independence (Ghostigital In Deep End Dance 12" Remix)
3. Declare Independence (Matthew Herbert 12" Mix)
4. Declare Independence (Mark Stent Instrumental)

### DVD
1. Declare Independence (videoclip, diretto da Michel Gondry)

### Digital EP
1. Declare Independence (Mark Stent Mix)
2. Declare Independence (Ghostigital In Deep End Dance Remix 12")
3. Declare Independence (Matthew Herbert 12")
4. Declare Independence (Mark Stent Instrumental)

- la pubblicazione su iTunes dell'Ep includeva anche il video musicale.

## Classifica
| Classifica             | Migliore posizione |
| ---------------------- | ------------------ |
| Italian Singles Chart  | 19                 |
| France Singles Top 100 | 68                 |
| European Singles Chart | 104                |
| UK Singles Chart       | 89                 |

## Versioni
- Album version — 4:12
- Mark Stent Mix[38] — 4:12
- Mark Stent Instrumental[38] — 4:12
- Matthew Herbert 12" Mix[38] — 5:21
- Ghostigital In Deep End Dance 12" Remix[38] — 2:49
- Black Pus Mix - 8:48 (Available on Voltaïc)